# Friendship (Schiff)
Die Friendship war ein Transportschiff der First Fleet. Sie wurde 1784 in Scarborough gebaut. Sie war eine Brigg von 278 Tonnen und das kleinste Transportschiff in dieser Flotte. Ihr Kapitän war Francis Walton, der Schiffsarzt Thomas Arndell.
Das Schiff lief am 13. Mai 1787 in Portsmouth aus. Es transportierte 17 Seeleute, 40 Marinesoldaten mit ihren Familien und 72 männliche und 21 weibliche Sträflinge, die zur Gründung der Sträflingskolonie Australien transferiert werden sollten. Die letzteren wurden am Kap der Guten Hoffnung auf andere Schiffe verteilt, um Platz für das hier an Bord genommene Vieh zu schaffen.
Die Friendship erreichte am 26. Januar 1788 Port Jackson in Australien.
Am 14. Juli 1788 legte sie mit der Alexander, Borrowdale und Prince of Wales wieder Richtung England ab. Während die Friendship und die Alexander Richtung Norden segelten, folgten die anderen Schiffe einer anderen Route. Da die Schiffe kein frisches Proviant in New South Wales aufnehmen konnten, erkrankten die Mannschaften an Skorbut. Am 17. Oktober lief die Friendship in der Straße von Makassar vor der Küste Borneos auf eine Sandbank und konnte nicht befreit werden. Es gelang die Mannschaft und ihre Ladung auf die Alexander überzusetzen und sie sank am 28. Oktober.